# Linkes Bairin-Banner

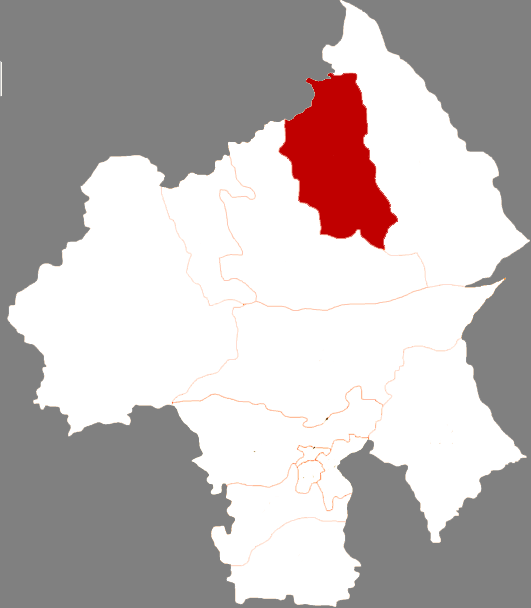
Lage des Linken Bairin-Banners in Chifeng

Das Linke Bairin-Banner (chinesisch 巴林左旗, Pinyin Bālín Zuǒ Qí; mongolisch: ᠪᠠᠭᠠᠷᠢᠨ ᠵᠡᠭᠦᠨ ᠬᠣᠰᠢᠭᠤ Baɣarin Jegün qosiɣu) ist ein Banner der bezirksfreien Stadt Chifeng (mongol. Ulanhad) im Nordosten des Autonomen Gebiets Innere Mongolei der Volksrepublik China. Es hat eine Fläche von 6.713 km² und zählt 350.000 Einwohner. Sein Hauptort ist die Großgemeinde Lindong (林东镇).
Koordinaten: 43° 58′ N, 119° 23′ O